# 小行星2433
小行星2433（2433 Sootiyo）是一颗围绕太阳公转的小行星。1981年4月5日，愛德華·鮑威爾在可可尼诺县发现了此天体。
該小行星以「星星男孩」的霍皮語命名。
这颗小行星的绝对星等为70.52222等。